# Andreas Janko
Andreas Janko (* 3. Oktober 1965 in Linz, Oberösterreich) ist ein österreichischer Jurist und Professor für Öffentliches Recht an der Johannes Kepler Universität (JKU) Linz. Er ist Vorstand des Instituts für Staatsrecht und Politische Wissenschaften und Leiter der Abteilung für Staatsorganisationsrecht und Staatsfinanzrecht. Von 1. Oktober 2015 bis 30. September 2019 war er Vizerektor für Lehre an der Johannes Kepler Universität (JKU) Linz.

## Leben
Nach der Reifeprüfung 1983 studierte Andreas Janko Rechtswissenschaften an der JKU, an der er 1988 spondierte und 1992 promovierte. Nach mehrjähriger Tätigkeit als Universitätsassistent am Institut für Staatsrecht und Politische Wissenschaften der JKU und einem 14-monatigen Praktikum beim Verfassungsdienst des Amtes der Oö. Landesregierung wurde ihm 2002 – aufgrund einer Habilitationsschrift zum Thema „Gesamtänderung der Bundesverfassung“ – die Lehrbefugnis als Universitätsdozent für Öffentliches Recht verliehen (ab diesem Zeitpunkt a.Univ.Prof.). Zwei Jahre später folgte die Ernennung zum Universitätsprofessor für Öffentliches Recht (Nachfolge Prof. Schambeck). Seit 2008 steht Andreas Janko dem Institut für Staatsrecht und Politische Wissenschaften der JKU vor und leitet dort die – im Jahr 2009 gegründete – Abteilung für Staatsorganisations- und Staatsfinanzrecht.
Neben seiner eigentlichen Forschungs- und Lehrtätigkeit wird Andreas Janko immer wieder auch von außeruniversitären Institutionen als Experte zur Lösung von öffentlich-rechtlichen Fragestellungen in Anspruch genommen. Hervorzuheben sind etwa seine Expertisen im Zusammenhang mit
- den Untersuchungsausschüssen des Nationalrats zur Eurofighter-Beschaffung, zur Aufklärung von Vorgängen im Bundesministerium für Inneres sowie zuletzt in der sog. „Spitzelaffäre“;
- dem Untersuchungsausschuss des Stmk. Landtages in der EStAG-Affäre;
- dem Streit zwischen FPÖ und BZÖ um die Vertretung in der Bundeswahlbehörde im Vorfeld der Nationalratswahl 2006;
- dem Ausschluss der NVP von der Teilnahme an der oö. Landtagswahl 2009;
- der Überprüfung der „Causa Herberstein“ durch den Stmk. Landesrechnungshof und der „Salzburg Winterspiele 2010 GmbH“ durch den Sbg. Landesrechnungshof; oder jüngst etwa
- der Frage nach der bau- und raumordnungsrechtlichen Zulässigkeit der Umwandlung der sog. „Villa Trapp“ in Salzburg/Aigen in eine Hotelpension.

Andreas Janko war Vertrauensperson von Eduard Müller bei der Befragung im ÖVP-Korruptions-Untersuchungsausschuss im März 2022.

## Arbeits- und Forschungsschwerpunkte
- Fragen der Staats- und Verwaltungsorganisation (insbesondere Wahlrecht, Elemente der direkten Demokratie, Untersuchungsausschüsse, Behördenaufbau)
- Haushaltsrecht der Gebietskörperschaften, Prüfungsbefugnisse der Rechnungshöfe (des Bundes und der Länder), Finanzverfassung
- Bau- und Raumordnungsrecht
- Datenschutzrecht
- Zustellrecht
- Verfassungsrechtliche Rahmenbedingungen für die Implementierung von Völker- und Unionsrecht in die österreichische Rechtsordnung

## Preise
- Leopold-Kunschak-Preis (2006)